# Серафимівка (Лозівський район)
Серафи́мівка —  село в Україні, у Близнюківській селищній громаді Лозівського району Харківської області. Населення становить 105 осіб. До 2020 орган місцевого самоврядування — Острівщинська сільська рада.

## Географія
Село Серафимівка знаходиться на відстані 1 км від села Острівщина, в одному з відрогів балки Класовської, по якій протікає пересихаючий струмок на якому створено кілька загат. Струмок впадає в річку Бритай.

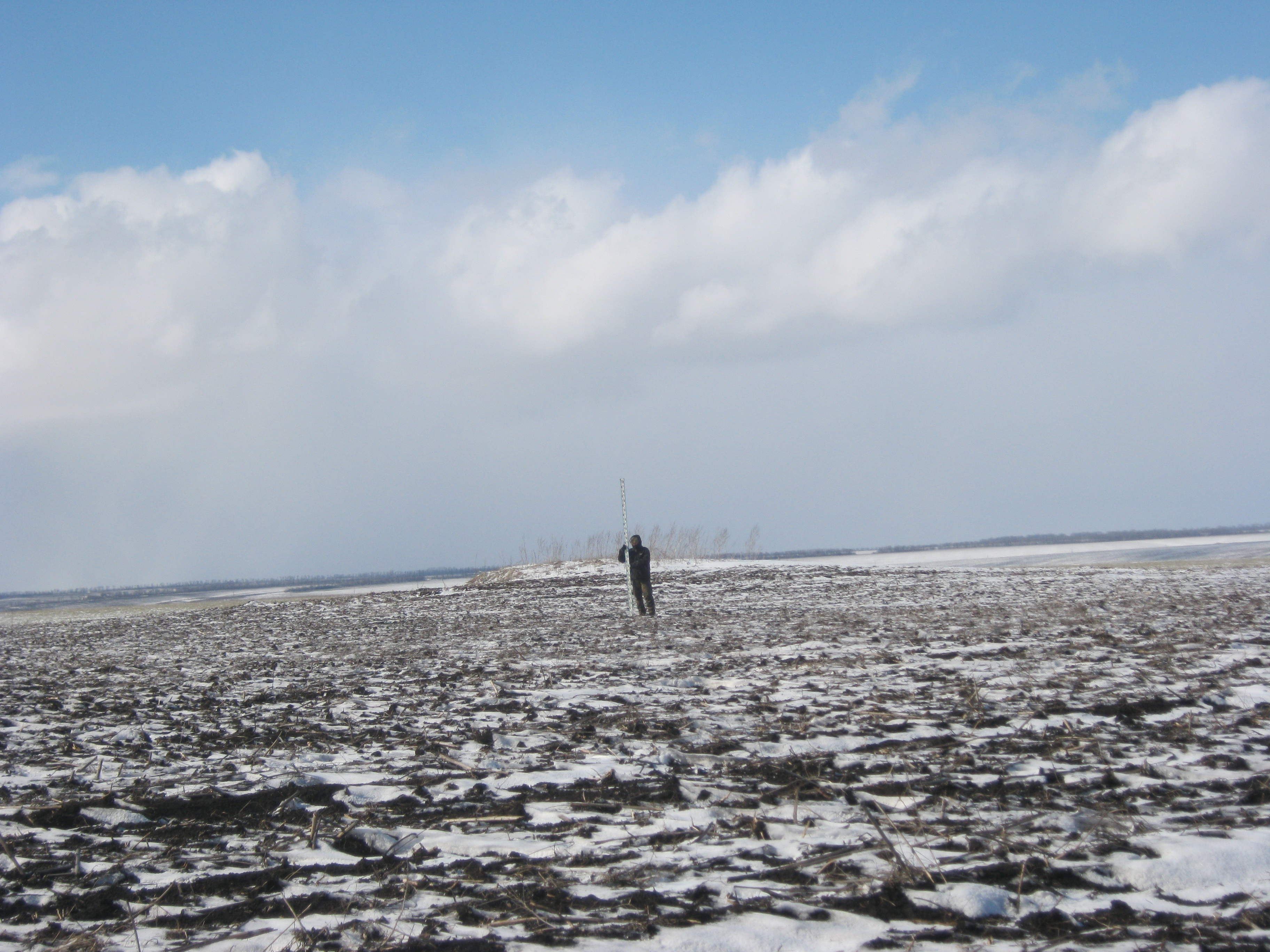
Курган, розташований у 0,9 км на південний захід від села

## Історія
- 1911 - дата заснування.

## Економіка
- В селі є кілька молочнотоварних ферм.
- Великі сади.